# D-GO
D-GO（ディーゴ）は、GIZA studio傘下のレコードレーベルである。

## 概要
ビーイング（現・B ZONE GROUP）が設立した関西を拠点としたメジャーレコード会社GIZA studioのサブレーベルとして2012年に設立。サブレーベルながら公式ウェブサイトが用意されている。主にロック系アーティストが所属しているレーベルである。

## 所属アーティスト
- ssllee
- Sensation
- WANDS
- KYOTO RIMPA ROCKERS
- 竹田NINJA京右
- Blanky Punpkin
- Blue turns to Grey

過去に所属していたアーティスト